# Гінріх Аренс
Гінріх Аренс (нім. Hinrich Ahrens; 15 березня 1921, Грасберг — 31 грудня 2009, Бремен) — учасник Другої світової війни, унтер-офіцер вермахту. Кавалер Лицарського хреста Залізного хреста.

## Біографія
Після закінчення народної школи працював на млині в 1936—1939 роках. 19 серпня 1940 року призваний в Імперську службу праці, 6 лютого 1941 року — призваний у вермахт. За час війни служив у наступних підрозділах:
- 5-та рота 20-го протитанкового дивізіону (Гамбург) (6 лютого — 9 серпня 1941)
- Запасний польовий батальйон X/9 (з 25 вересня 1941)
- 14-та рота 301-го піхотного полку 206-ї піхотної дивізії.
- 13-та рота 1141-го піхотного полку 561-ї фольксгренадерської дивізії.
- 22-га навчальна рота (Ольденбург)

Під час бойових дій був неодноразово поранений (вперше — з вересня 1941), тричі перебував на лікуванні.
З 28 квітня до 14 вересня 1945 року перебував у полоні.
Аренс помер 31 грудня 2009 року. 6 січня 2010 року похований на міському цвинтарі Грасберга.

## Нагороди
- Медаль «За зимову кампанію на Сході 1941/42»
- Штурмовий піхотний знак в сріблі
- Нагрудний знак «За поранення» в чорному
- Залізний хрест
  - 2-го класу (10 серпня 1942)
  - 1-го класу (29 листопада 1942)
- 4 нарукавних знаки «За знищений танк» 2-го класу
  - 7 лютого 1943
  - 9 листопада 1943
  - 19 листопада 1943
  - 18 листопада 1944 — за знищення радянського танку Т-34 за допомогою ручних гранат 16 жовтня 1944 року.
- Німецький хрест в золоті (7 квітня 1944)
- Нагрудний знак ближнього бою в бронзі (10 серпня 1944)
- Лицарський хрест Залізного хреста (9 січня 1945)